# Goe Vur In Den Otto (radioprogramma)
Goe Vur In Den Otto is een radioprogramma op Studio Brussel. De presentatie is in handen van het dj-duo Goe Vur In Den Otto, bestaande uit Jan Vermeerbergen en Pieter-Jan Symons.
In het programma praten Vermeerbergen en Symons, beter bekend als het dj-duo 'Goe Vur in Den Otto', op eigenzinnige wijze heavy metal- en hardrockplaten aan elkaar.